# Frälsebonde
En frälsebonde var i Sverige en bonde som brukade ett frälsehemman, det vill säga en bonde som arrenderade en gård ägd av någon inom adeln. Arrendet kunde betalas med avrad. Till skillnad från skatte- och kronobönder saknade frälsebönder rösträtt till riksdagen.